# Президентский дворец (Азербайджан)
Президентский дворец — здание, в котором находится администрация управления делами Президента Азербайджанской Республики.

## История
Президентский дворец Азербайджана — административное здание, в котором находится Управление делами Президента Азербайджанской Республики. Раньше назывался зданием ЦК Компартии Азербайджана.
Работы по строительству Президентского дворца начались в октябре 1977 года по инициативе Гейдара Алиева. Строительство дворца началось в 1978 году. 1986 году здание сдано в эксплуатацию.
После обретения Азербайджаном государственной независимости и упразднения институциональных структур Азербайджанской ССР это здание сохранило статус резиденции высшей власти и стало называться Администрацией Президента Азербайджанской Республики. В 2005 году  здание получило новое название – Президентский дворец.
В Азербайджанской ССР (1920–1991) название главного здания государства – здание ЦК Коммунистической партии – было связано с объемом управленческих концепций и отражало механизм решения партийно-государственных задач. Власть отождествлялась с Аппаратом правительства. В этой идее не было никакого отрицательного смысла, поскольку идея власти основывалась на общепризнанных ценностях, таких как организация, порядок, дисциплина, механизм, патернализм, социальность. В Азербайджанской Республике символика власти и ее ценностный комплекс претерпели определенные изменения. Но в целом принятое название - Администрация Президента Азербайджанской Республики носило традиционный смысл: власть, прежде всего, означает организацию форм общественной жизни и регулирование присущих этой жизни процессов. В лице Администрации Президента Азербайджанской Республики Президент был представлен как высокопоставленный руководитель в управлении государством в условиях новых рыночных структур в Азербайджане.
Новое название – Президентский дворец – несет в себе иной смысл. Здесь основной акцент делается на высокую степень значения президентской власти – ее значимости, суверенитете, прозрачности, легитимности и национальной идентичности. Сейчас Президентский дворец является знаком нового политического языка, отражающего эволюционный путь азербайджанского государства, основные характеристики которого сохранили свою национальность.

## Описание
Президентский дворец представляет собой двенадцатиэтажное здание с мраморной и гранитной облицовкой.  Расположение соответствует намерениям Гейдара Алиева – высота здания воплощает моральные характеристики власти – верховенство обязанностей, возложенных на государство, их открытость, нахождение у всех на виду. Строгая простота и великолепие, характерные для архитектурного облика здания, являются приметами времени, оставившего след в опыте исторического развития азербайджанского народа.